# 疏毛荷包蕨
疏毛荷包蕨（学名：Calymmodon gracilis）为禾叶蕨科荷包蕨属下的一个种。其种加词来源于拉丁文“gracilis”，意为“纤细的”。